# Албанская литературная комиссия
Албанская литературная комиссия (алб. Komisija Letrare Shqipe), также известная как Литературная комиссия Шкодера, — научный комитет, созданный в 1916 году в городе Шкодер (северная Албания). В него вошли ведущие албанские литераторы, целью которых являлась выработка для албанского языка языковой нормы и правил орфографии, которых тогда ещё не было. Следствием этих фиксаций должен был быть рост количества албанских учебников.

## История
Комиссия официально начала свою работу 1 сентября 1916 года по инициативе австрийского дипломата Августа Риттера фон Краля. Среди наиболее известных её членов были Гергь Фишта, Луидь Гуракучи, Хиле Моси, Александр Джувани, Максимилиан Ламберц, Гергь Пекмези, Ндре Мьеда, Сотир Пеци и Мати Логореци. Члены комиссии согласились с необходимостью иметь стандарт орфографии, «настолько фонетический, насколько это возможно», и единый литературный язык, который сохранил бы то общее, что есть у албанских диалектов, и исключил бы любые стигматизированные региональные формы.

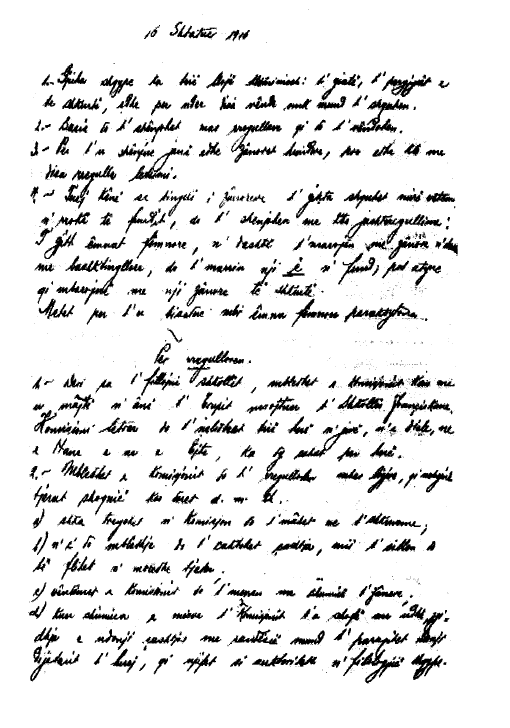
Копия одного из протоколов заседания комиссии, которое прошло 16 сентября 1916 года (дата указана в верхней части документа).

Гергь Фишта играл ведущую роль в работе комиссии. Он изо всех сил пытался сделать так, чтобы шкодерский диалект лёг в основу албанского стандарта, уповая на вклад, который писатели и литераторы, использовавшие этот диалект, внесли в албанскую культуру того времени. Фишта сравнивал этот диалектом с языком Данте, послужившим основой для литературного итальянского языка. Несмотря на авторитет Фишты и шкодерское происхождение других влиятельных членов комиссии, эта инициатива не была реализована. Под влиянием Александра Джувани, провозгласившего, что «единство языка — это единство нации» (алб. Njisia e gjuhes ash njisia e kombit), комиссия приняла эльбасанский диалект за основу стандартного албанского языка. Относясь к гегскому диалекту, эльбасанский являлся южным и наиболее близким к тоскскому диалекту. Стандарт был принят Образовательным конгрессом в Люшне в 1920 году.
В 1920 году комиссия издала хрестоматию для средних школ. Однако, поскольку в рамках нового языкового стандарта не было опубликовано ни официальной грамматики, ни словаря, это начинание не имело успеха. Более того, большинство произведений и переводов, созданных в период Албанского национального возрождения (1870—1912) и в начале XX века, были написаны на тоскском диалекте.
Работа по стандартизации албанского языка продолжилась и после Второй мировой войны. В 1968 году в Приштине была проведена Лингвистическая конференция (алб. Konsulta gjuhësore e Prishtinës), на которой этнические албанцы Югославии приняли литературный стандарт, используемый до сих пор в Албании и основанный на тоскском диалекте с некоторым влиянием гегского диалекта. Действующий стандарт, базирующийся на тоскском диалекте, был утверждён в 1972 году Конгрессом по албанской орфографии.